# Bjumisträsket (Töre socken, Norrbotten)
Bjumisträsket är en sjö i Kalix kommun i Norrbotten och ingår i Kalixälvens huvudavrinningsområde. Sjön har en area på 0,487 kvadratkilometer och ligger 33 meter över havet. Sjön avvattnas av vattendraget Finnvikgraven.

## Delavrinningsområde
Bjumisträsket ingår i det delavrinningsområde (734005-181521) som SMHI kallar för Ovan 733741-181644. Medelhöjden är 74 meter över havet och ytan är 17,5 kvadratkilometer. Det finns inga avrinningsområden uppströms utan avrinningsområdet är högsta punkten. Finnvikgraven som avvattnar avrinningsområdet har biflödesordning 2, vilket innebär att vattnet flödar genom totalt 2 vattendrag innan det når havet efter 31 kilometer. Avrinningsområdet består mestadels av skog (78 procent) och sankmarker (13 procent). Avrinningsområdet har 0,57 kvadratkilometer vattenytor vilket ger det en sjöprocent på 3,2 procent.